# Никољск (Пензенска област)
Никољск (рус. Никольск) град је у Русији у Пензенској области.

## Становништво
| 1939.  | 1959.  | 1970.  | 1979.  | 1989.  | 2002.  | 2010.  |
| ------ | ------ | ------ | ------ | ------ | ------ | ------ |
| 10.119 | 16.818 | 20.740 | 23.632 | 26.871 | 24.061 | 22.471 |